# Easy Please Me
Easy Please Me è un singolo della cantautrice britannica Katy B, pubblicato il 3 giugno 2011 come quinto estratto dal primo album in studio On a Mission.

## Video musicale
Il videoclip è stato diffuso il 21 maggio 2011.

## Successo commerciale
Il singolo è entrato all'ottantaquattresima posizione della classifica britannica e ha raggiunto la quarantunesima due settimane dopo. Vi è rimasto per dodici settimane consecutive. Ha inoltre raggiunto la sedicesima posizione nelle Fiandre.

## Tracce
Download digitale
1. Easy Please Me (Caspa Remix) – 4:15
2. Easy Please Me (Royal T Remix) – 4:41

## Classifiche
| Classifica (2011) | Posizione massima |
| ----------------- | ----------------- |
| Belgio (Fiandre)  | 16                |
| Regno Unito       | 25                |